# Smith & Wesson SW99

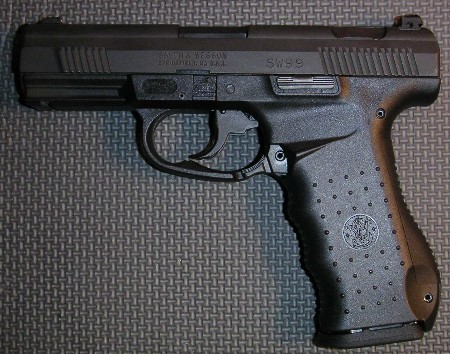
Le SW99 mi-américain mi-allemand

Très proche du Walther P99, le Smith & Wesson SW99 est une coentreprise entre Walther, qui produit la carcasse modifiée en Allemagne et Smith & Wesson, qui fabrique les culasses et les canons aux États-Unis. Les chargeurs de ces deux armes sont compatibles entre elles, mais on considère les 2 pistolets différents et sont facilement identifiables l'un de l'autre par la garde de détente et la conception de la culasse. De plus, le SW99 est aussi disponible pour le calibre .45 ACP, tandis que le P99 ne l'est pas.
Bien que certains Walther P99 portent la marque SMITH & WESSON Springfield, MA, cela signifie seulement que l'importation aux États-Unis est faite par Smith & Wesson qui est actuellement l'importateur officiel de la marque Walther et non que l’arme a été fabriquée par la première société. Un aigle sur le numéro est gravé sur la carcasse, le canon et la culasse et est présent sur tous les P99 d’origine allemande.

## Caractéristiques
SW99 « Taille standard »
- Calibres : 9 mm Parabellum, .40 S&W, .45 ACP
- Longueur : 18 cm (9mm)-18,4 cm (autres)
- Longueur du canon : 10,2 cm (9mm)/10,6 cm (.40)/10,8 cm (.45)
- Poids non chargé : 700 g (9mm)/710 g (.40)/725 g (.45)
- Capacité : 12 coups (.40 S&W), 16 coups (9 mm Para) , 9 coups (.45 ACP)

SW99 « Compact »
- Calibres : 9 mm Parabellum, .40 S&W
- Longueur : 16,8 cm
- Longueur du canon : 8,9 cm
- Poids non chargé : 0,650 kg
- Capacité : 10+1 coups 9 mm Parabellum, 9+1 coups .40 S&W

## Diffusion
Les seuls clients officiels connus de ce PA germano-américains sont les policiers des  	Rock Hill Police Department et Milpitas Police Department.

## Dans la culture populaire
Le SW 99 fut l'arme de Gong Li dans Miami Vice. Il arma aussi  des personnages dans la saison 7 de 24 heures chrono.